# Südafrikanische Frauen-Cricket-Nationalmannschaft in Bangladesch in der Saison 2016/17
Die Tour der südafrikanischen Cricket-Nationalmannschaft nach Bangladesch in der Saison 2016/17 fand vom 12. bis zum 20. Januar 2016 statt. Die internationale Cricket-Tour war Bestandteil der Internationalen Cricket-Saison 2016/17 und umfasste fünf WODIs. Südafrika gewann die Serie 4–1.

## Vorgeschichte
Südafrika bestritt zuvor eine Tour in Australien, für Bangladesch war es die erste Tour der Saison. Das letzte Aufeinandertreffen der beiden Mannschaften bei einer Tour fand in der Saison 2013/14 in Südafrika statt.

## Stadion
Das folgende Stadion wurde für die Tour als Austragungsort vorgesehen.
| Stadion                            | Stadt       | Kapazität | Spiele       |
| ---------------------------------- | ----------- | --------- | ------------ |
| Sheikh Kamal International Stadium | Cox’s Bazar | 15.000    | 1. – 5. WODI |

## Kaderlisten
| WODI | WODI |
| Bangladesch | Südafrika |
| --- | --- |
| - Rumana Ahmed (K) - Jahanara Alam - Fargana Hoque - Khadija Tul Kubra - Lata Mondal - Nahida Akter - Nigar Sultana - Nuzhat Tasnia - Panna Ghosh - Ritu Moni - Salma Khatun - Sanjida Islam - Shaila Sharmin - Sharmin Akhter - Sharmin Sultana - Suraiya Azmin | - Dane van Niekerk (K) - Moseline Daniels - Mignon du Preez - Yolani Fourie - Lara Goodall - Sinalo Jafta - Marizanne Kapp - Ayabonga Khaka - Odine Kirsten - Lizelle Lee - Marcia Matshipi Letsoalo - Suné Luus - Andrie Steyn - Chloe Tryon |

## Women’s One-Day Internationals

### Erstes WODI in Cox’s Bazar
| 12. Januar Scorecard | Cox’s Bazar | Südafrika 251-3 (50)          | – | Bangladesch 165-6 (50) |
|                      |             | Südafrika gewinnt mit 86 Runs |   |                        |

Bangladesch gewann den Münzwurf und entschied sich als Feldmannschaft zu beginnen. Als Spielerin des Spiels wurde Lizelle Lee ausgezeichnet.

### Zweites WODI in Cox’s Bazar
| 14. Januar Scorecard | Cox’s Bazar | Südafrika 223 (49)            | – | Bangladesch 206-8 (50) |
|                      |             | Südafrika gewinnt mit 17 Runs |   |                        |

Südafrika gewann den Münzwurf und entschied sich als Schlagmannschaft zu beginnen. Als Spielerin des Spiels wurde Lizelle Lee ausgezeichnet.

### Drittes WODI in Cox’s Bazar
| 16. Januar Scorecard | Cox’s Bazar | Bangladesch 136 (49)            | – | Südafrika 126 (31.2) |
|                      |             | Bangladesch gewinnt mit 10 Runs |   |                      |

Bangladesch gewann den Münzwurf und entschied sich als Schlagmannschaft zu beginnen. Als Spielerin des Spiels wurde Khadija Tul Kubra ausgezeichnet.

### Viertes WODI in Cox’s Bazar
| 18. Januar Scorecard | Cox’s Bazar | Südafrika 251-7 (50)          | – | Bangladesch 157 (50) |
|                      |             | Südafrika gewinnt mit 94 Runs |   |                      |

Südafrika gewann den Münzwurf und entschied sich als Schlagmannschaft zu beginnen. Als Spielerin des Spiels wurde Mignon du Preez ausgezeichnet.

### Fünftes WODI in Cox’s Bazar
| 20. Januar Scorecard | Cox’s Bazar | Bangladesch 68 (36.3)           | – | Südafrika 69-2 (10) |
|                      |             | Südafrika gewinnt mit 8 Wickets |   |                     |

Bangladesch gewann den Münzwurf und entschied sich als Schlagmannschaft zu beginnen. Als Spielerin des Spiels wurde Odine Kirsten ausgezeichnet.

## Auszeichnungen

### Player of the Series
Als Player of the Series wurden der folgende Spieler ausgezeichnet.
| Serie | Player of the Series |
| ----- | -------------------- |
| WODI  | Lizelle Lee          |

### Player of the Match
Als Player of the Match wurden die folgenden Spielerinnen ausgezeichnet.
| Spiel   | Player of the Match |
| ------- | ------------------- |
| 1. WODI | Lizelle Lee         |
| 2. WODI | Lizelle Lee         |
| 3. WODI | Khadija Tul Kubra   |
| 4. WODI | Mignon du Preez     |
| 5. WODI | Odine Kirsten       |